# Antinea, l'amante della città sepolta
Antinea, l'amante della città sepolta (Frans: L'Atlantide; Engels: Journey Beneath the Desert) is een Italiaans-Franse avonturenfilm uit 1961 onder regie van Edgar G. Ulmer. De film werd destijds uitgebracht onder de titel De heerseres van Atlantis.

## Verhaal
Tijdens een storm storten drie wetenschappers met hun helikopter neer in de Sahara. Ze redden het leven van een woestijnbewoner, die hen naar het onderaardse rijk Atlantis leidt. Daar zijn ze te gast bij koningin Antinea. De drie geleerden trachten te ontsnappen, omdat er aan het oppervlak een test voorzien is met een atoombom.

## Rolverdeling
| Acteur                 | Personage        |
| ---------------------- | ---------------- |
| Jean-Louis Trintignant | Pierre           |
| Haya Harareet          | Koningin Antinea |
| Georges Rivière        | John             |
| James Westmoreland     | Robert           |
| Amedeo Nazzari         | Tamal            |
| Giulia Rubini          | Zinah            |
| Gabriele Tinti         | Max              |
| Gian Maria Volonté     | Tarath           |